# Rocky Santana
Victor Manuel Vargas Abreu (26 de julio de 1955, Ciudad de México) es un luchador profesional mexicano, más conocido por su nombre en el ring en México como Rocky Santana y en Japón como Black Shadow. Vargas actualmente es el booker de la empresa Alianza Universal de Lucha Libre.

## Carrera
Vargas debutó el 15 de septiembre de 1972 en la Ciudad de México, después de entrenar con Al Galicia, Felipe Ham Lee y Villano I.

### 2011-presente
El 2 de enero de 2011 en la Arena Naucalpan, participó en la Guerra de Empresas, torneo ganado por The Psycho Circus, representantes de AAA.

## En lucha
- Movimientos finales y de firma
  - DDT
  - Powerbomb

- Apodos
  - "El Onita Mexicano"

## Campeonatos y logros
- Comisión de Box y Lucha Libre de México, D.F.
  - Campeonato en Parejas de la Distrito Federal (1 vez) - con El Bronco

- Universal Wrestling Association

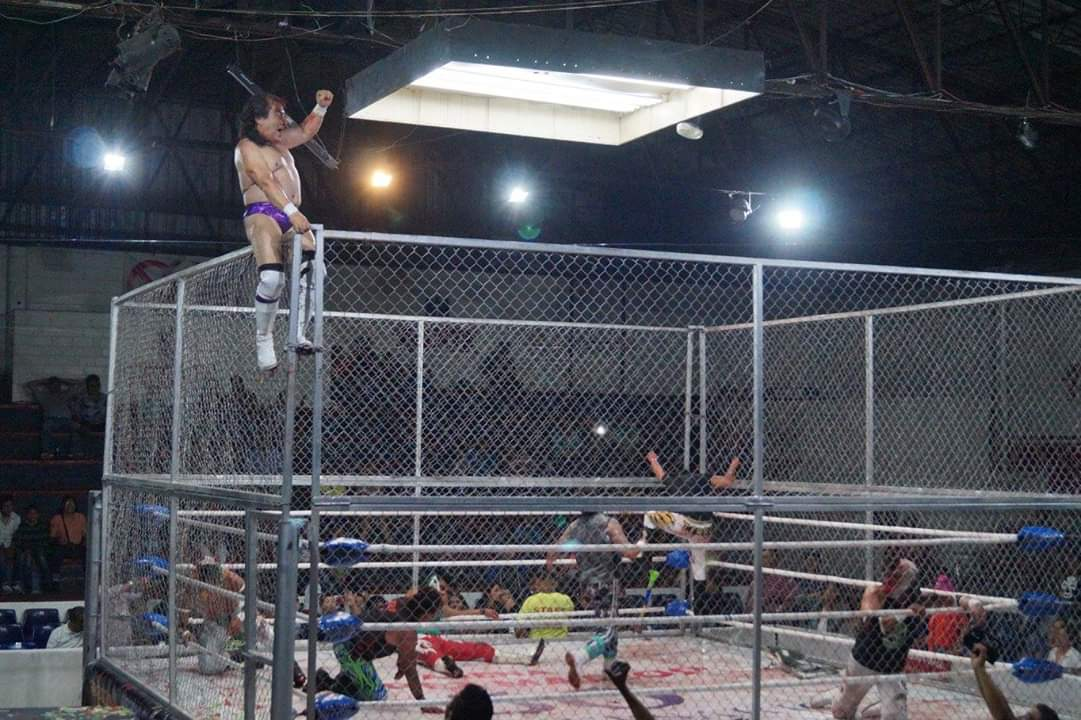

  - Campeonato Mundial de Peso Ligero de la UWA (1 vez)
  - Campeonato Mundial de Tríos de la UWA (1 vez) - con El Signo & Negro Navarro

- Datos: Q11334577